# مونت‌استرلینگ (ایلینوی)
مونت‌استرلینگ، ایلینوی (به انگلیسی: Mount Sterling, Illinois) یک شهر در ایالات متحده آمریکا با جمعیت ۲٬۰۲۵ نفر است که در ایلی‌نوی واقع شده‌است.